# Ferdinand Michl
Ferdinand Michl (10. března 1826 Hořenec – 7. března 1901 Litoměřice) byl českým katolickým knězem, profesorem církevní dějin a teologie, sídelním sídelním kanovníkem litoměřické kapituly.

## Život
Na kněze byl vysvěcen 25. července 1850. V roce 1879 byl jmenován sídelním kanovníkem litoměřické katedrální kapituly s kanonikátem königseggovský I. S jeho trvalým pobytem jako sídelního kanovníka v Litoměřicích souvisela i práce na biskupské konzistoři, kde se stal acesorem, preses církevního soudu a examinatorem prosynodalis.
Byl profesorem církevních dějin a teologie. Jako pedagog se stal ředitelem teologického studia litoměřické diecéze. Vzhledem ke svému vzdělání se stal také konzultorem chlapeckého biskupského semináře v Bohosudově a biskupským censorem.
Rakousko-Uherský stát ocenil jeho práci řádem Železné koruny III. třídy a papež jej jmenoval tajným papežským komořím (něm. Päpstlicher Geheimkämmerer).